# Sam Temple
Sam Temple (* 25. Januar 1972 in Oxford) ist ein ehemaliger britischer Freestyle-Skier. Er startete in den Buckelpisten-Disziplinen Moguls und Dual Moguls.

## Werdegang
Temple nahm von 1996 bis 2002 an 50 Weltcups teil und erreichte dabei im Januar 2000 in Madarao mit dem neunten Platz seine einzige Top-Zehn-Platzierung in dieser Wettbewerbsserie. Bei den Weltmeisterschaften 1999 in Meiringen-Hasliberg belegte er den 30. Platz im Moguls sowie den 17. Rang im Dual Moguls und bei den Weltmeisterschaften 2001 in Whistler den 24. Platz im Moguls sowie den 17. Rang im Dual Moguls. Bei den Olympischen Winterspielen 1998 in Nagano kam er auf den 32. Platz und bei den Olympischen Winterspielen 2002 in Salt Lake City auf den 29. Rang im Moguls-Wettbewerb.

## Erfolge

### Olympische Spiele
- 1998 Nagano: 32. Platz Moguls
- 2002 Salt Lake City: 29. Platz Moguls

### Weltmeisterschaften
- 1999 Meiringen-Hasliberg: 17. Platz Dual Moguls, 30. Platz Moguls
- 2001 Whistler: 17. Platz Dual Moguls, 24. Platz Moguls

### Weltcup-Gesamtplatzierungen
| Saison    | Gesamt | Gesamt | Moguls | Moguls | Dual Moguls | Dual Moguls |
| Saison    | Punkte | Platz  | Punkte | Platz  | Punkte      | Platz       |
| --------- | ------ | ------ | ------ | ------ | ----------- | ----------- |
| 1999/2000 | 3      | 83.    | 12     | 48.    | 48          | 20.         |
| 2001/02   | –      | –      | –      | –      | 4           | 38.         |